# 潘銓
潘銓（？—？），字文衡，號東涵，浙江湖州府德清縣人，明朝政治人物。

## 生平
嘉靖十九年（1540年）庚子科浙江鄉試第八十五名舉人。嘉靖三十二年（1553年）中式癸丑科三甲第二百四十九名進士。吏部观政，授直隶芜湖知县，升大理寺评事，止。

## 家族
曾祖潘彥明；祖父潘洪；父潘瑀。前母凌氏；沈氏。兄潘釗、弟潘金。
子大中、大才，俱庠生；大成、大观、大器。